# Mlýn v Tworkowě
Mlýn Tworków, polsky Młyn w Tworkowie, je bývalý vodní mlýn u rybníka Trzeciok ve vesnici Tworków ve gmině Krzyżanowice v okrese Ratiboř. Geograficky patří do Ratibořské kotliny a Slezského vojvodství v jižním Polsku.

## Historie a popis mlýna
Cihlová stavby vodního mlýna s vodním kolem poháněným na vrchní vodu byla postavena v roce 1914 na místě staršího dřevěného mlýna z roku 1703. V roce 1914 zde byla instalovaná vodní turbína, v roce 1927 byl ve mlýně instalován spalovací motor a v roce 1948 elektrický motor. V roce 2014 proběhla rekonstrukce vodního kola a náhonu. Po několik generací mlýn vlastnila místní rodina Pawlik, která jej používá dodnes. Patří mezi poslední mlýny v Polsku, které vyrábí mouku tradičními metodami a v malém měřítku. Místo je po domluvě přístupné.

## Galerie

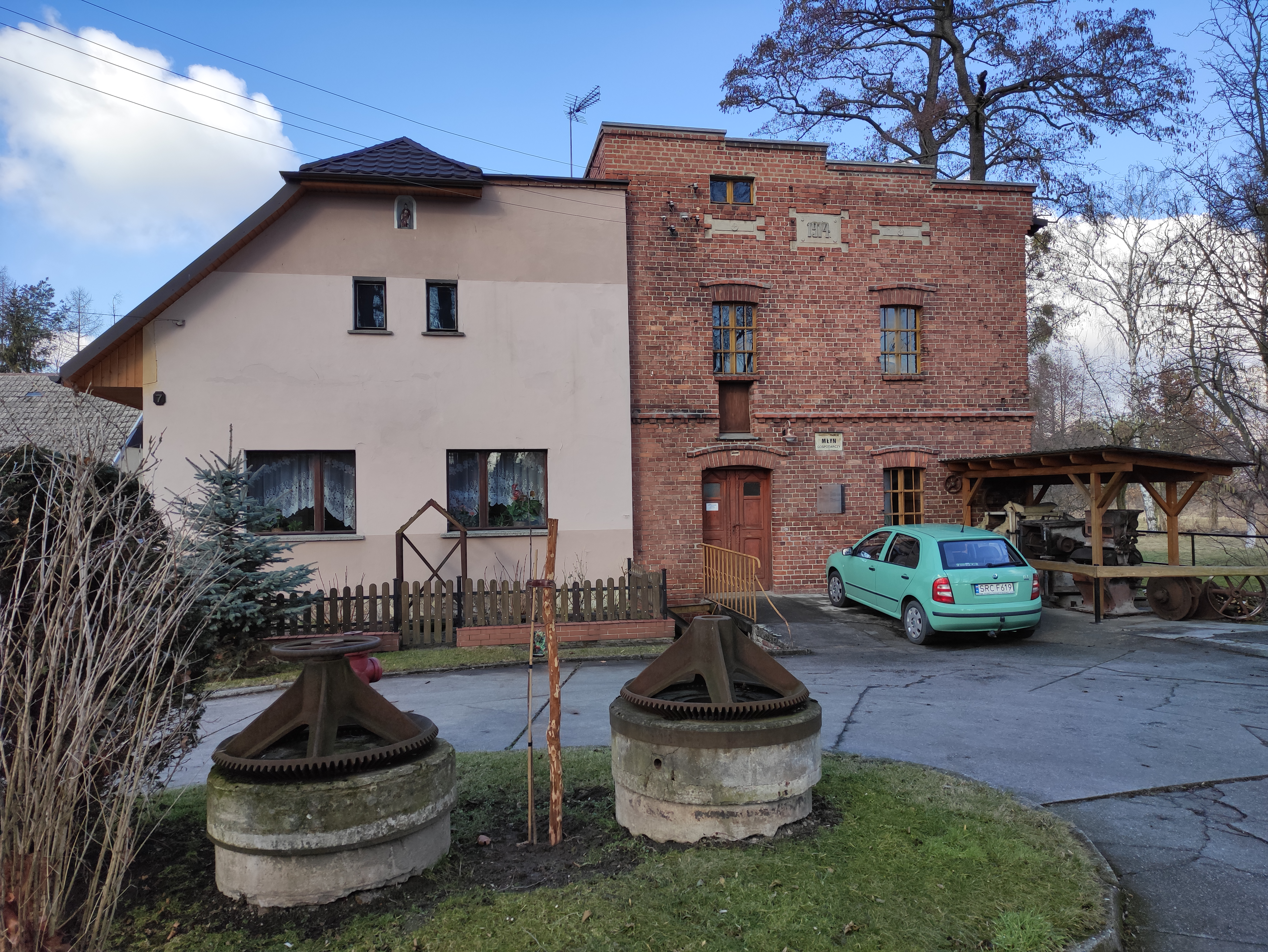
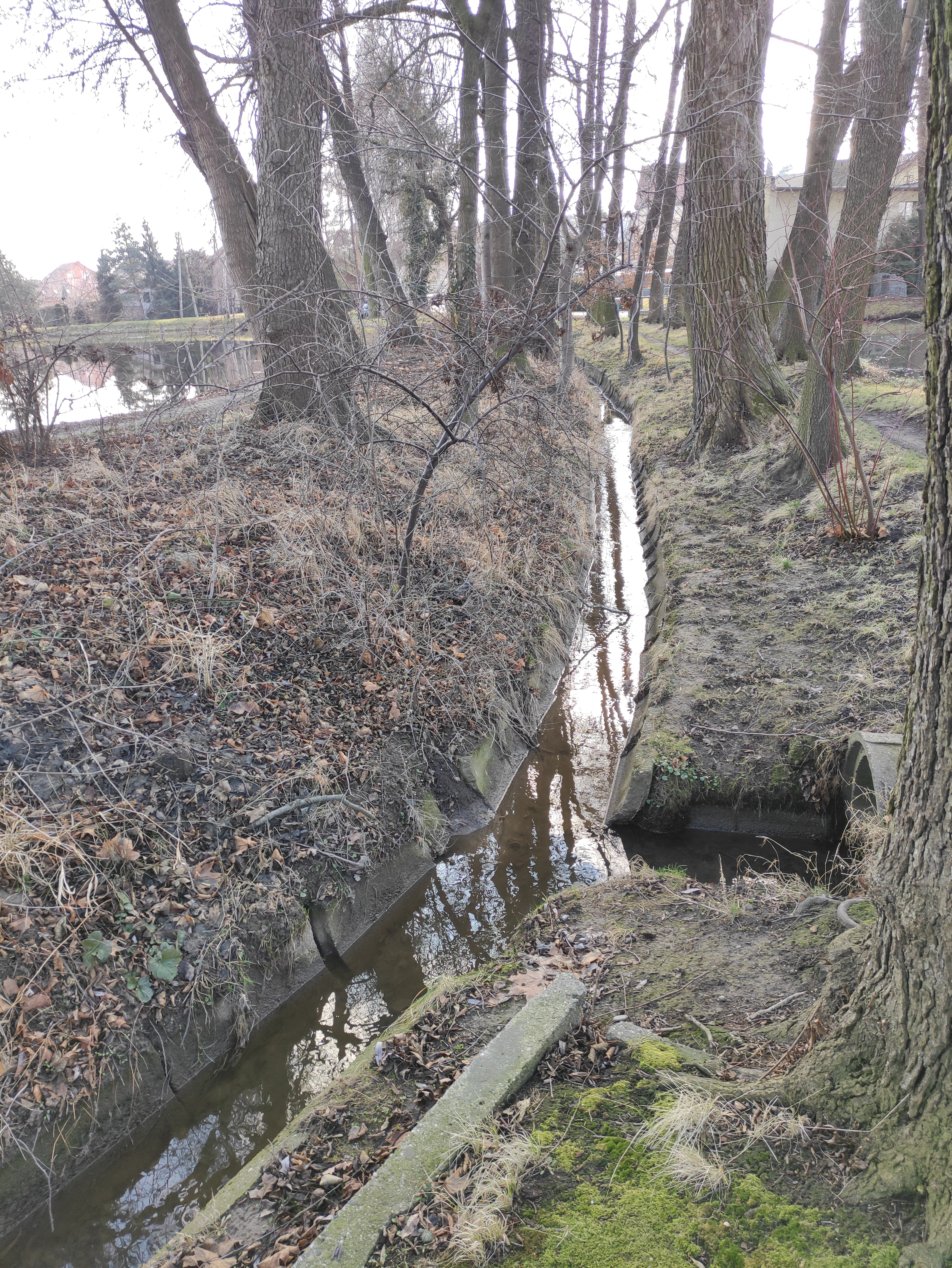
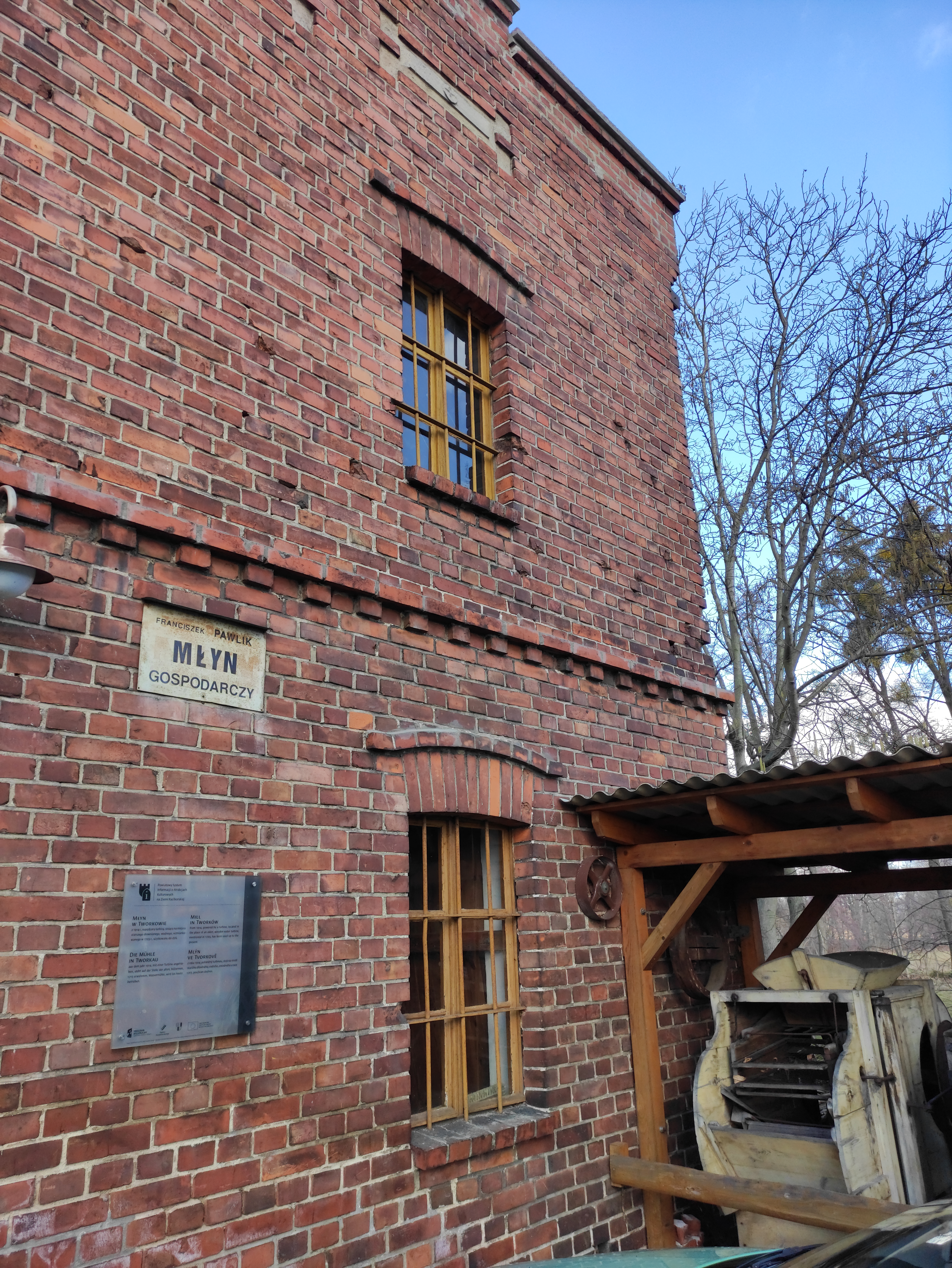
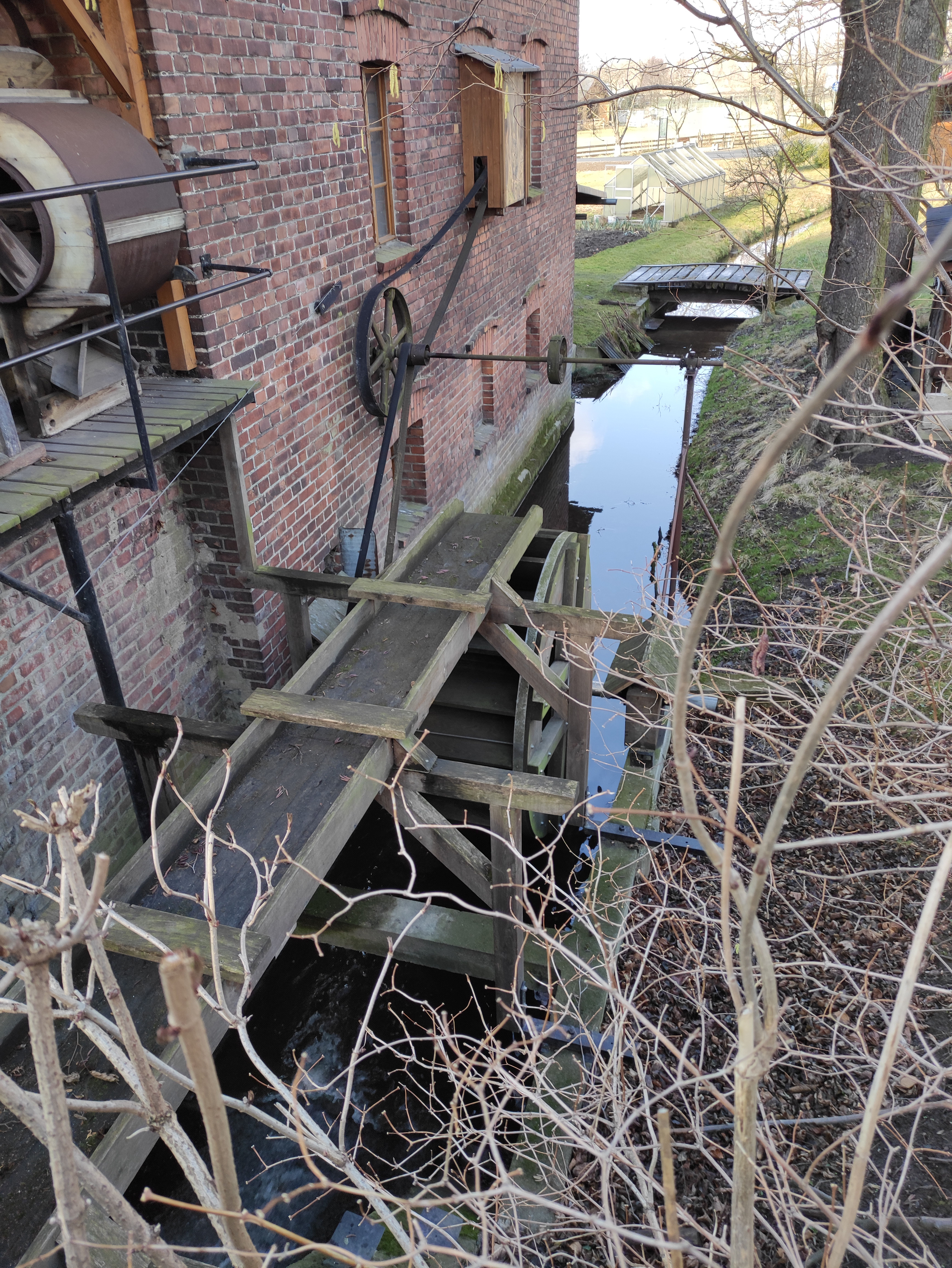
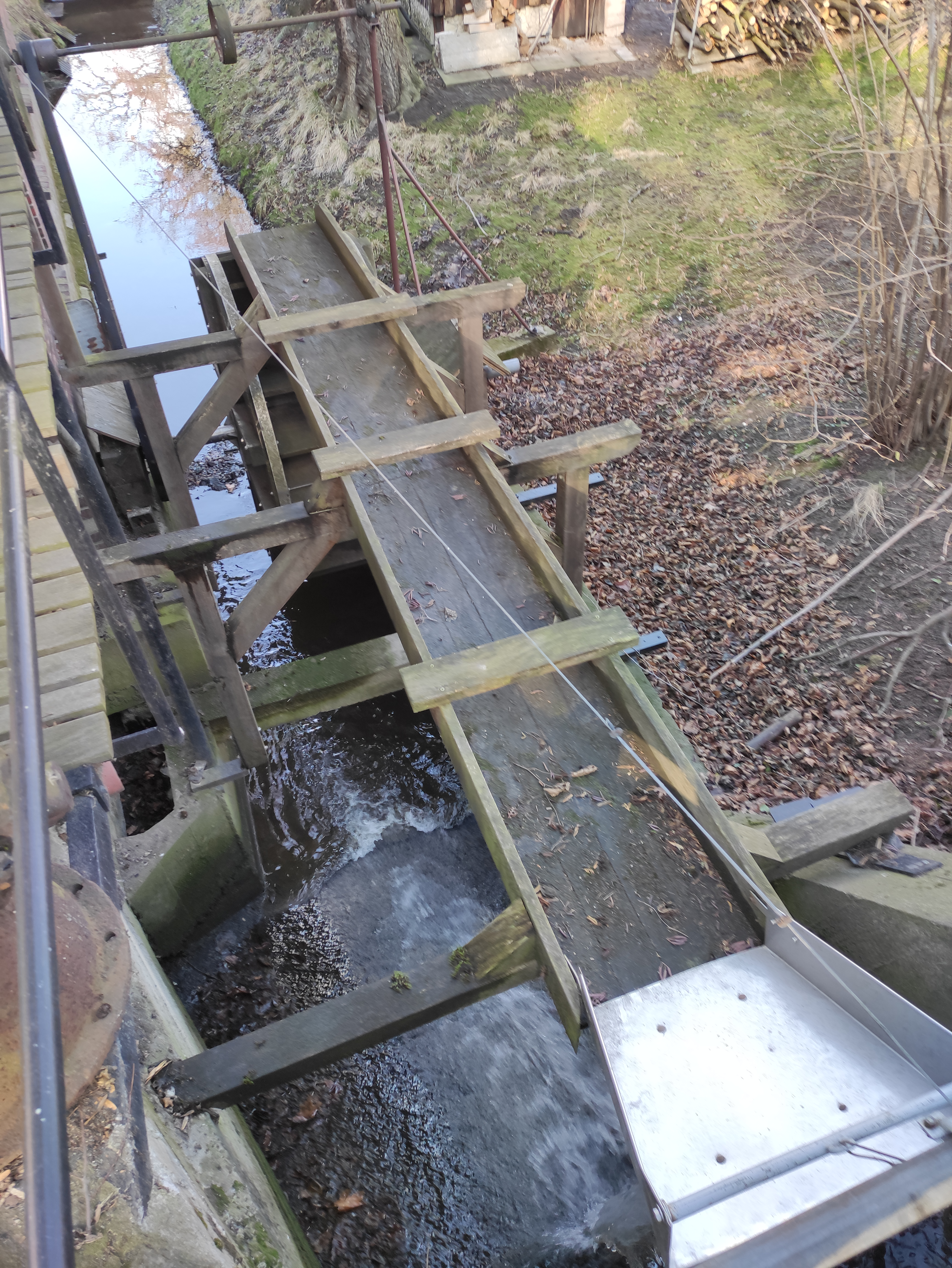
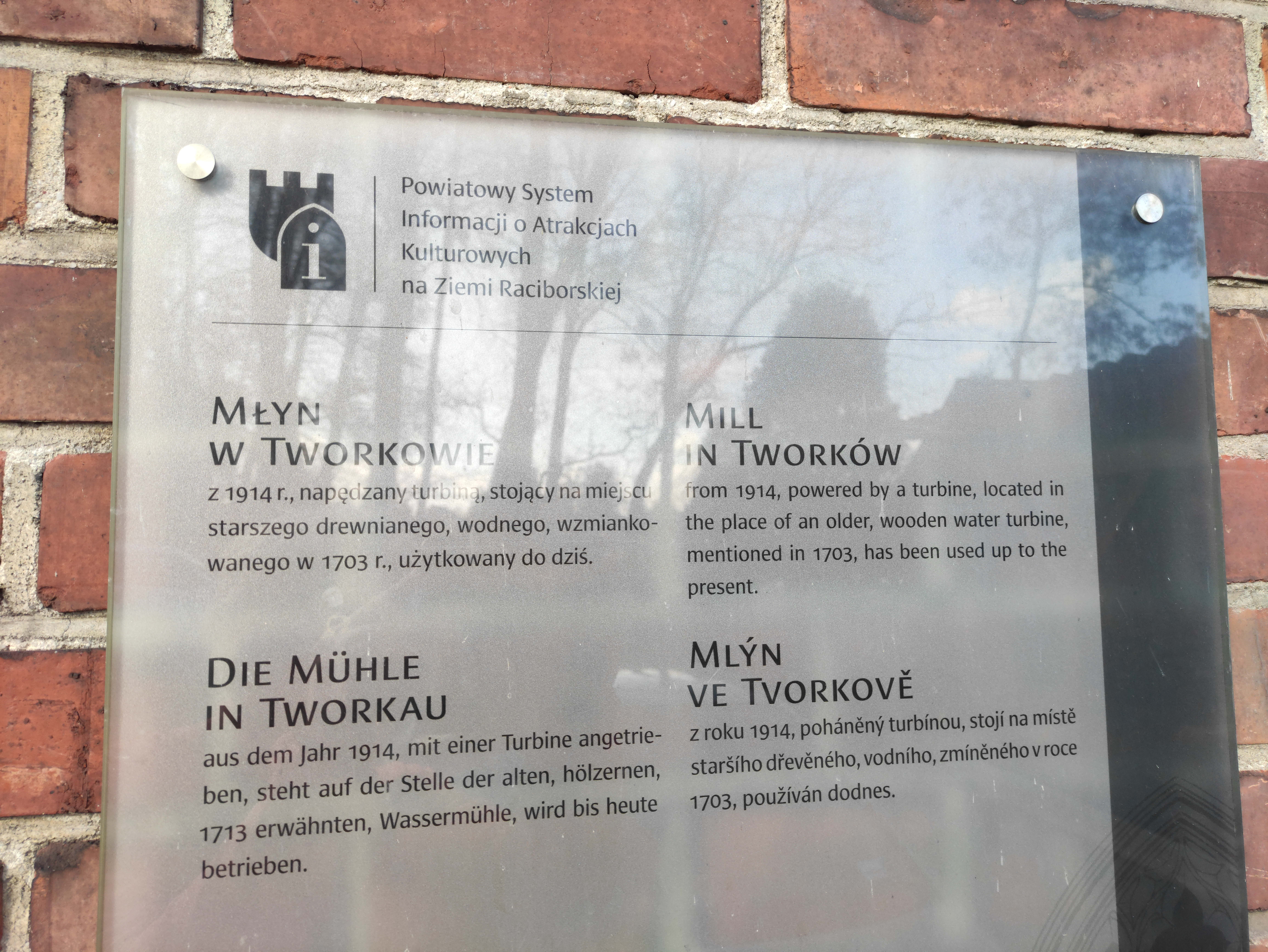